# Petrina Hronia
Petrina Hronia (Πέτρινα χρόνια, els anys de pedra) és una pel·lícula grega dirigida per Pantelis Vulgaris i estrenada el 1985.

## Sinopsi
L'any 1954, a Tessàlia dos joves, Eleni, de 18 anys, i Babis, de 22, van començar una història d'amor. Al mateix temps, imprimeixen i distribueixen fulletons per al Partit Comunista, prohibit des de fa anys. Eleni prové d'una família de tradició comunista: el seu pare i els seus germans van ser assassinats durant la Segona Guerra Mundial pels nazis o els col·laboradors o durant la guerra civil. Les seves dues germanes es van exiliar als països del bloc comunista.
Un informador denuncia la parella. Babis és detingut però l'Eleni aconsegueix fugir, amb la complicitat d'un cosí, un policia que la reconeix al tren però no l'arresta. Va passar els següents dotze anys amagada a Atenes, principalment imprimint fulletons. Només aconsegueix veure la seva mare un cop en dotze anys, igual que Babis, quan agafa el ferri que el trasllada d'una presó de Creta a una presó d'Egina.
Babis va ser alliberat el 1966, gràcies a un període una mica més liberal. Els dos amants es retroben i passen uns mesos junts, participant en les grans manifestacions polítiques de l'època. L'Eleni és detinguda al seu torn (encara és buscada). Durant el seu judici, és presentada com una perillosa enemiga terrorista de l'estat. És condemnada a una pena molt dura. Aleshores s'adona que està embarassada i dona a llum a la presó. Babis va ser arrestat als primers dies de la dictadura dels coronels. A les presons, els guàrdies donen la benvinguda als presoners com vells amics per fi. El Babis està tancada a la mateixa presó que l'Eleni i el seu fill. De vegades pot veure'ls a través del pati central. Babis i Eleni es comuniquen amb els reflexos del sol en trossos de mirall trencats. La dictadura, en nom dels valors familiars, autoritza/obliga a casar-se Babis i Eleni, encara a la presó. Com que cap persona externa no pot visitar-los, és el seu nadó qui serveix de testimoni (se suposa que col·loca una corona alternativament sobre el cap de cada nuvi). Se separen immediatament després de la cerimònia.
Quan torna la democràcia, són alliberats i van a viure junts junts. L'Eleni s'adona que són una parella d'estranys no tenen res a dir-se.

## Repartiment
- Themis Bazaka : Eleni
- Maria Martika : mère d'Eleni
- Dimitris Katalifos : Babis
- Irene Iglessi : Cleo
- Ilias Katevas : Michael
- Nikos Birbilis : policier
- Thanos Grammenos

## Premis
- Festival de Tessalònica 1985: Gran Premi, Millor Director i Millor Actriu
- VII edició de la Mostra de València (1985): millor actriu i millor música
- 42a Mostra Internacional de Cinema de Venècia: nominació especial a la Copa Volpi per la millor interpretació femenina[1]

## Anàlisi
La ideologia d'Eleni i Babis no està desenvolupada ni explicada clarament. No intervenen en els grans debats de l'època sobre l'estalinisme ni el gulag. Finalment, el seu compromís sembla més lligat a la seva història familiar, després a les circumstàncies més que a una autèntica fe comunista.
La pel·lícula és, segons Dan Georgakas el 2006, força maniquea. Durant el seu judici, l'Eleni és presentada per les autoritats com una terrorista perillosa, però res del que la pel·lícula hagi mostrat abans d'ella ho justifica. Els informants es descriuen com a gent vil. La població en el seu conjunt és descrita com a sense espina dorsal, sense protestar durant les detencions. Al mateix temps, no es dona cap raó del suport que la població va donar als règims vigents.

## Banda sonora
La música de Stamatis Spanoudakis va rebre nombrosos premis i es va mantenir famosa a Grècia.